# جوئل کلمن
جوئل کلمن (انگلیسی: Joel Coleman؛ زادهٔ ۲۶ سپتامبر ۱۹۹۵) بازیکن فوتبال اهل بریتانیا است.
از باشگاه‌هایی که در آن بازی کرده‌است می‌توان به باشگاه فوتبال هادرزفیلد تاون، باشگاه فوتبال اولدهام اتلتیک، و باشگاه فوتبال شروزبری تاون اشاره کرد.